# Dekanat Kielce-Śródmieście
Dekanat Kielce-Śródmieście – jeden z 33 dekanatów rzymskokatolickiej diecezji kieleckiej. Tworzy go 5 parafii:
- Kielce – pw. św. Franciszka z Asyżu
- Kielce – pw. św. Maksymiliana Marii Kolbego
- Kielce – Parafia cywilno-wojskowa Najświętszej Maryi Panny Królowej Polski w Kielcach
- Kielce – Parafia Katedralna Wniebowzięcia Najświętszej Maryi Panny w Kielcach
- Kielce – Parafia św. Wojciecha w Kielcach